# Altar de Sacrificios
Altar de Sacrificios (en espagnol : « Autel de sacrifices ») est un site archéologique de la civilisation précolombienne maya situé à proximité de la confluence entre la rivière Pasión et la rivière Salinas (point à partir duquel elles forment le Río Usumacinta) dans le département de Petén au Guatemala. Avec  Seibal et Dos Pilas, Altar de sacrificios est l'un des sites de fouilles les plus connus du Guatemala bien qu'il semble n'avoir été que d'une importance mineure pour les Mayas.  

## Histoire
Les fouilles archéologiques indiquent que les débuts du site remontent au Préclassique moyen. Le site possède des monuments datés en compte long de 455 à 849. Son apogée se situe au Classique récent. Altar de Sacrificios dominait la route du commerce du Río Usumacinta.

## Notes et références

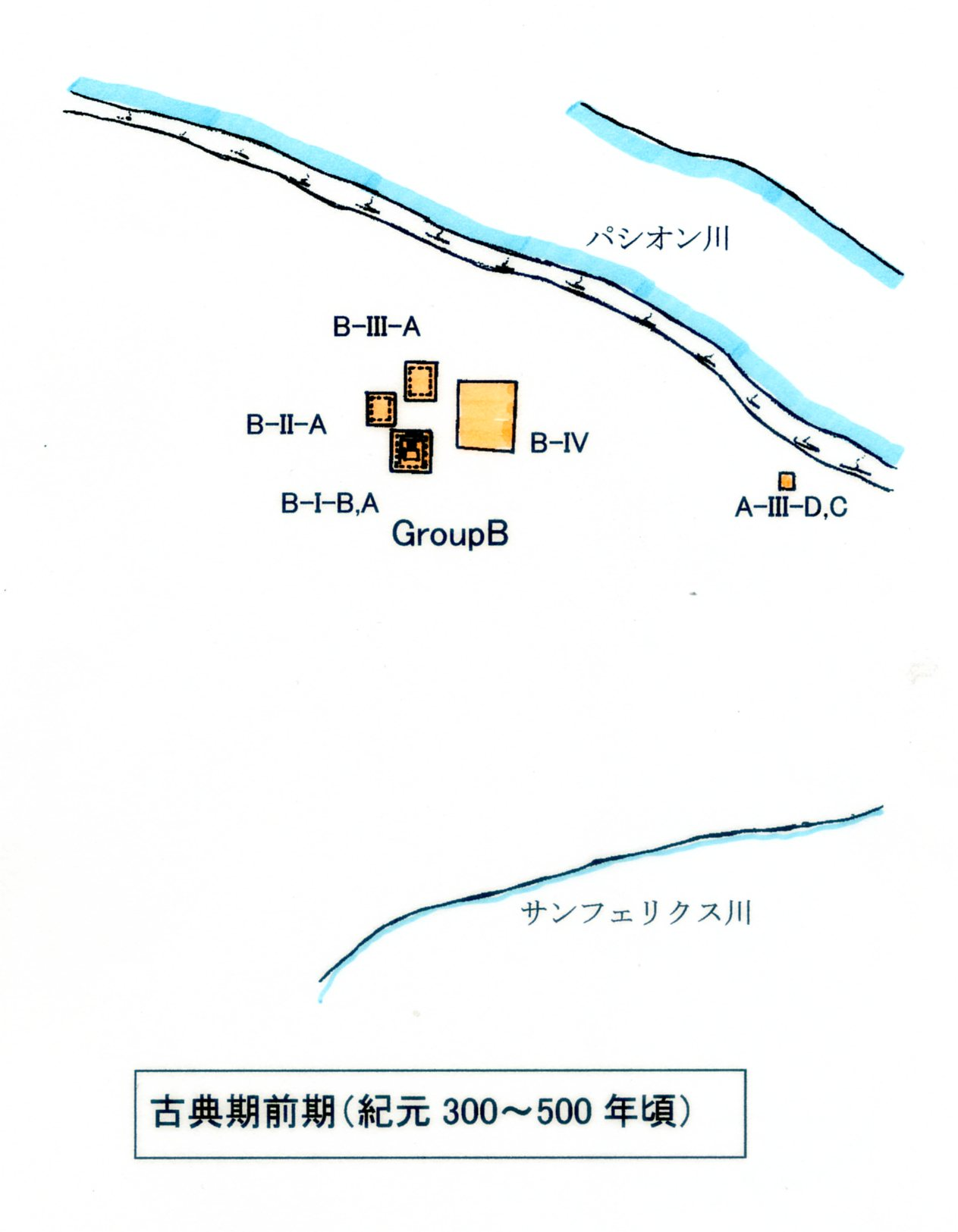
Un plan des vestiges de l'autel des sacrifices.